# 紅蘇林區

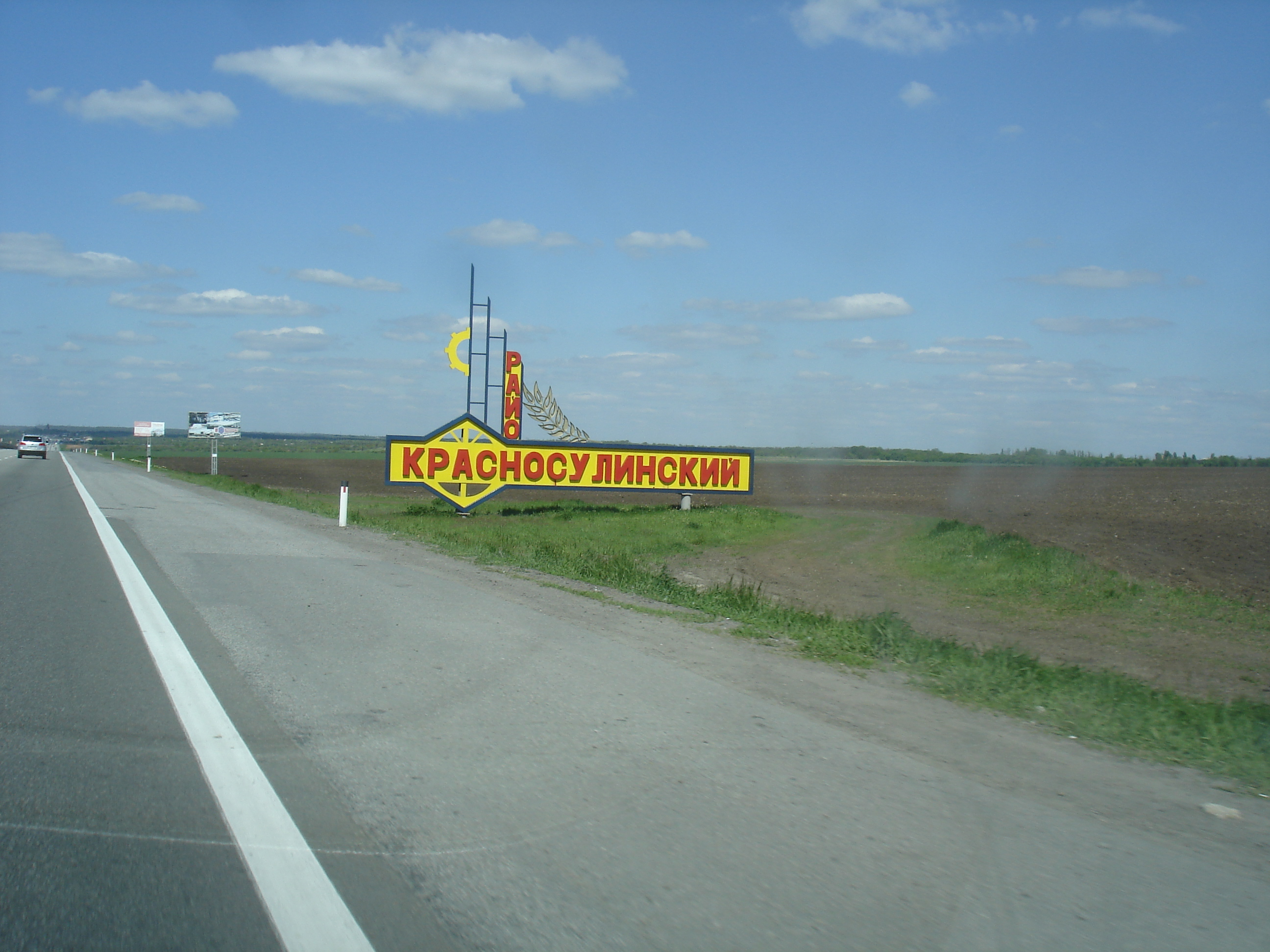

47°53′N 40°04′E / 47.883°N 40.067°E
紅蘇林區（俄語：Красносули́нский райо́н）是俄羅斯的一個區，位於該國西南部，由羅斯托夫州負責管轄，面積2,104平方公里，2010年人口81,825，人口密度每平方公里38.89人。